# Ademuz
Ademuz (em castelhano e oficialmente) ou Ademús (em valenciano) é um município da Espanha na província de Valência, Comunidade Valenciana. Tem 100,4 km² de área e em 2021 tinha 1 027 habitantes (densidade: 10,2 hab./km²).

## Demografia
| Variação demográfica do município entre 1991 e 2007 | Variação demográfica do município entre 1991 e 2007 | Variação demográfica do município entre 1991 e 2007 | Variação demográfica do município entre 1991 e 2007 |
| --------------------------------------------------- | --------------------------------------------------- | --------------------------------------------------- | --------------------------------------------------- |
| 1991                                                | 1996                                                | 2001                                                | 2007                                                |
| 1300                                                | 1197                                                | 1115                                                | 1242                                                |